# Miossens-Lanusse
Pour les articles homonymes, voir Lanusse et Miossens (homonymie).
Miossens-Lanusse (en béarnais Miaucenç-Lanuça ou Miaucéns-Lanusse) est une commune française située dans le département des Pyrénées-Atlantiques, en région Nouvelle-Aquitaine.

## Géographie

### Localisation
La commune de Miossens-Lanusse se trouve dans le département des Pyrénées-Atlantiques, en région Nouvelle-Aquitaine.
Elle se situe à 25 km par la route de Pau, préfecture du département, et à 14 km de Serres-Castet, bureau centralisateur du canton des Terres des Luys et Coteaux du Vic-Bilh dont dépend la commune depuis 2015 pour les élections départementales. 
La commune fait en outre partie du bassin de vie de Pau.
Les communes les plus proches sont : 
Auriac (1,9 km), Carrère (2,3 km), Lalonquette (2,9 km), Lasclaveries (3,6 km), Astis (3,8 km), Lalonquette (4,1 km), Mouhous (4,1 km), Sévignacq (4,2 km).
Sur le plan historique et culturel, Miossens-Lanusse fait partie de la province du Béarn, qui fut également un État et qui présente une unité historique et culturelle à laquelle s’oppose une diversité frappante de paysages au relief tourmenté.

### Communes limitrophes
Les communes limitrophes sont  Auriac, Carrère, Claracq, Lalonquette, Lasclaveries, Sévignacq et Thèze.
|        | Lalonquette      | Claracq   |
| Thèze  | Miossens-Lanusse | Carrère   |
| Auriac | Lasclaveries     | Sévignacq |

### Hydrographie

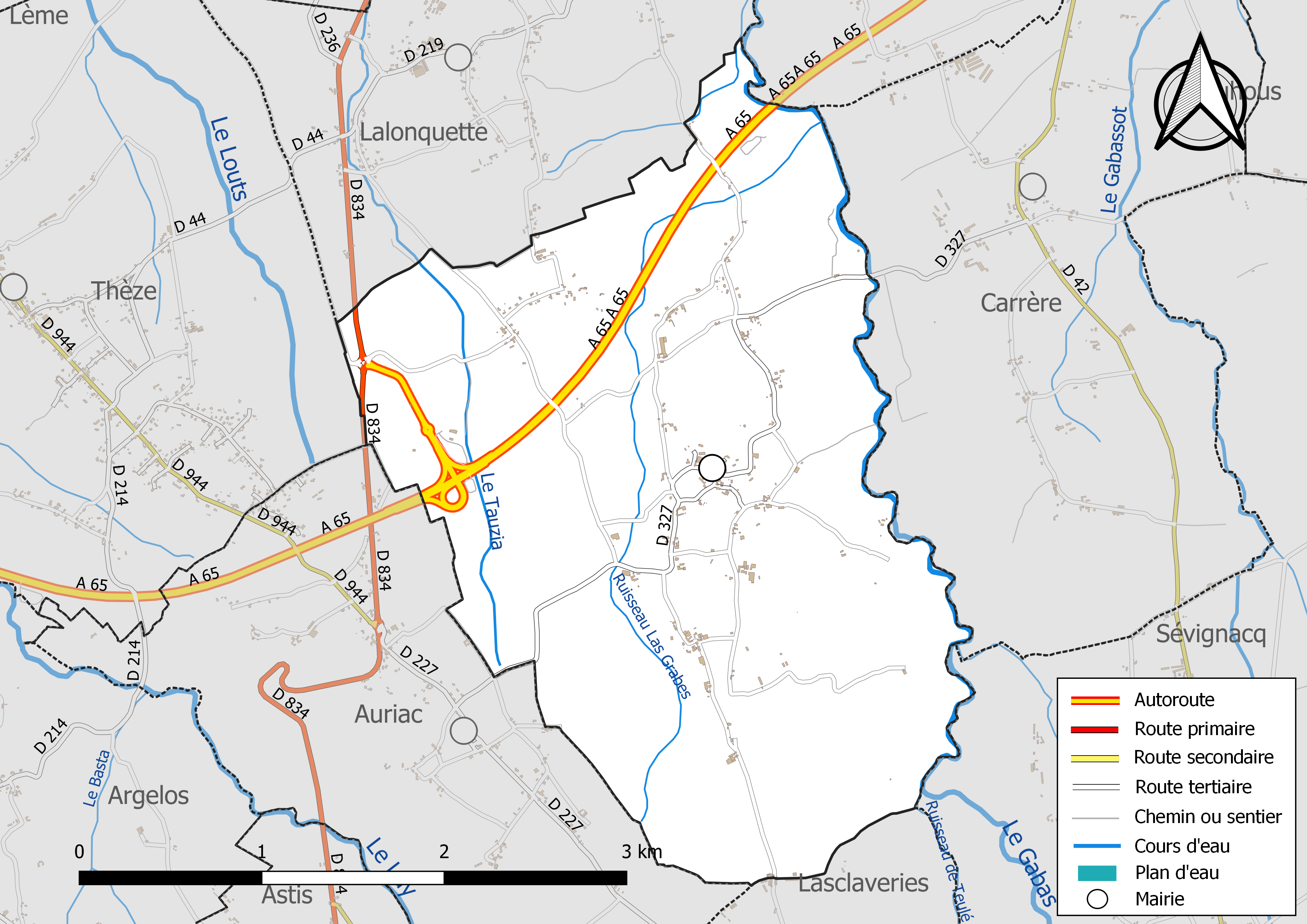
Réseaux hydrographique et routier de Miossens-Lanusse.

La commune est drainée par le Gabas, le Tauzia, le ruisseau de Teulé, le ruisseau Las Grabes, et par divers petits cours d'eau, constituant un réseau hydrographique de 12 km de longueur totale,.
Le Gabas, d'une longueur totale de 116,7 km, prend sa source dans la commune d'Ossun et s'écoule du sud-est vers le nord-ouest. Il traverse la commune et se jette dans l'Adour à Souprosse, après avoir traversé 43 communes.

### Climat
Pour des articles plus généraux, voir Climat de la Nouvelle-Aquitaine et Climat des Pyrénées-Atlantiques.
Historiquement, la commune est exposée à un climat de montagne.  
En 2020, Météo-France publie une typologie des climats de la France métropolitaine dans laquelle la commune est toujours exposée à un climat de montagne et est dans la région climatique Pyrénées atlantiques, caractérisée par une pluviométrie élevée (>1 200 mm/an) en toutes saisons, des hivers très doux (7,5 °C en plaine) et des vents faibles.
Pour la période 1971-2000, la température annuelle moyenne est de 12,9 °C, avec une amplitude thermique annuelle de 14,5 °C. Le cumul annuel moyen de précipitations est de 1 108 mm, avec 11,8 jours de précipitations en janvier et 7,7 jours en juillet. Pour la période 1991-2020, la température moyenne annuelle observée sur la station météorologique la plus proche, située sur la commune d'Uzein à 13,19 km à vol d'oiseau, est de 13,7 °C et le cumul annuel moyen de précipitations est de 1 093,8 mm,. Pour l'avenir, les paramètres climatiques de la commune estimés pour 2050 selon différents scénarios d’émission de gaz à effet de serre sont consultables sur un site dédié publié par Météo-France en novembre 2022.

### Milieux naturels et biodiversité
Aucun espace naturel présentant un intérêt patrimonial n'est recensé sur la commune dans l'inventaire national du patrimoine naturel,,.

## Urbanisme

### Typologie
Au 1er janvier 2024, Miossens-Lanusse est catégorisée commune rurale à habitat dispersé, selon la nouvelle grille communale de densité à sept niveaux définie par l'Insee en 2022.
Elle est située hors unité urbaine. Par ailleurs la commune fait partie de l'aire d'attraction de Pau, dont elle est une commune de la couronne,. Cette aire, qui regroupe 227 communes, est catégorisée dans les aires de 200 000 à moins de 700 000 habitants,.

### Occupation des sols

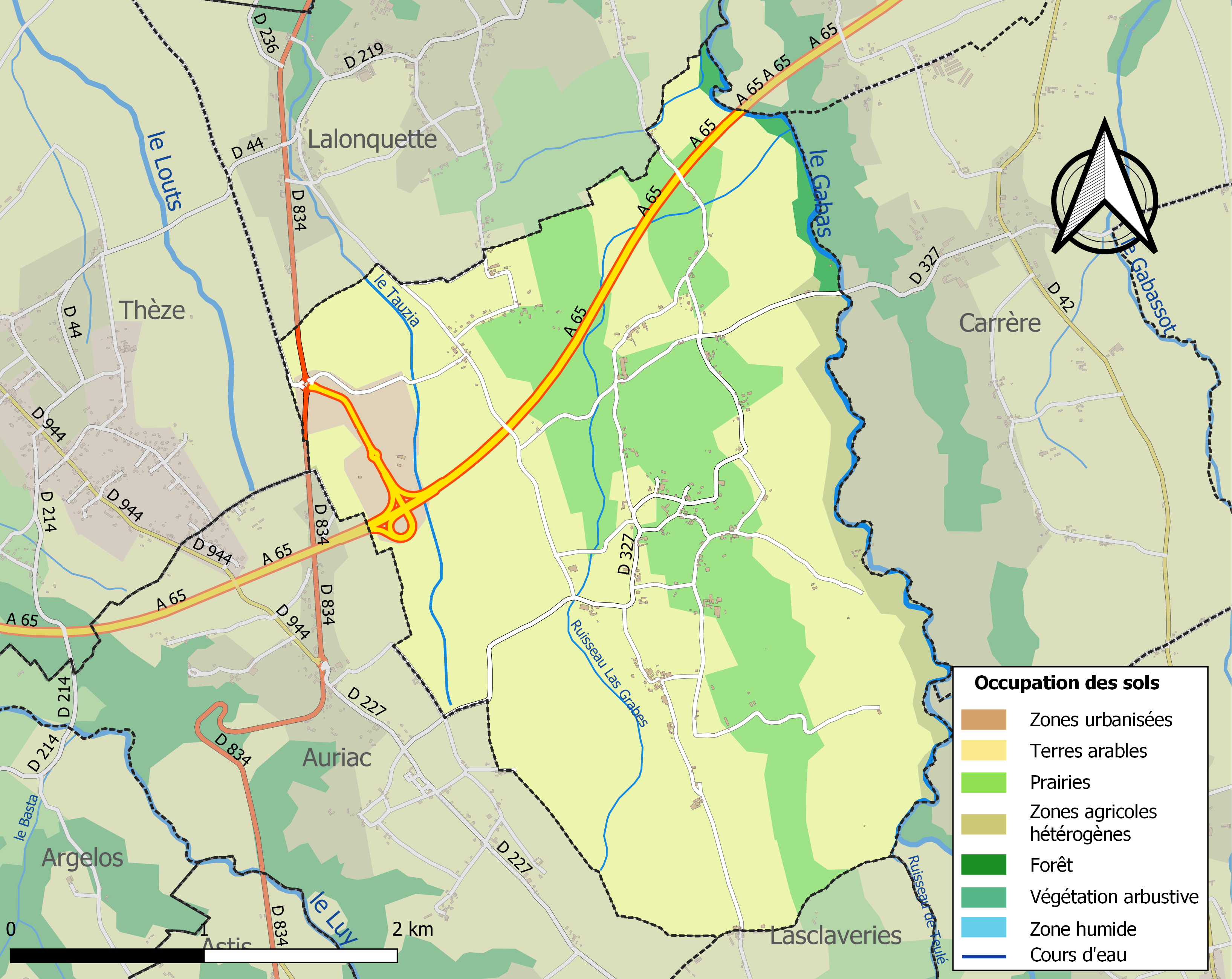
Carte des infrastructures et de l'occupation des sols de la commune en 2018 (CLC).

L'occupation des sols de la commune, telle qu'elle ressort de la base de données européenne d’occupation biophysique des sols Corine Land Cover (CLC), est marquée par l'importance des territoires agricoles (94,8 % en 2018), en diminution par rapport à 1990 (98,5 %). La répartition détaillée en 2018 est la suivante : 
terres arables (65,5 %), prairies (24,8 %), zones agricoles hétérogènes (4,5 %), zones industrielles ou commerciales et réseaux de communication (3,7 %), forêts (1,5 %). L'évolution de l’occupation des sols de la commune et de ses infrastructures peut être observée sur les différentes représentations cartographiques du territoire : la carte de Cassini (XVIIIe siècle), la carte d'état-major (1820-1866) et les cartes ou photos aériennes de l'IGN pour la période actuelle (1950 à aujourd'hui).

### Lieux-dits et hameaux
- l'Arribère ;
- l'Église ;
- la Lande ;
- Lanusse : Bordenave, Moulin Pujoulet, Pujoulet ;
- Laulhau (autrement dit: les Boulins) ;
- Miossens : Maury ;
- les Touyas.

### Voies de communication et transports
La commune est desservie par la route nationale 134 et la départementale 327.

### Risques majeurs
Le territoire de la commune de Miossens-Lanusse est vulnérable à différents aléas naturels : météorologiques (tempête, orage, neige, grand froid, canicule ou sécheresse), inondations et séisme (sismicité modérée). Il est également exposé à un risque technologique, la rupture d'un barrage. Un site publié par le BRGM permet d'évaluer simplement et rapidement les risques d'un bien localisé soit par son adresse soit par le numéro de sa parcelle.

#### Risques naturels
Certaines parties du territoire communal sont susceptibles d’être affectées par le risque d’inondation par une crue à  débordement lent de cours d'eau, notamment le Gabas. La commune a été reconnue en état de catastrophe naturelle au titre des dommages causés par les inondations et coulées de boue survenues en 1982, 2009 et 2018,.

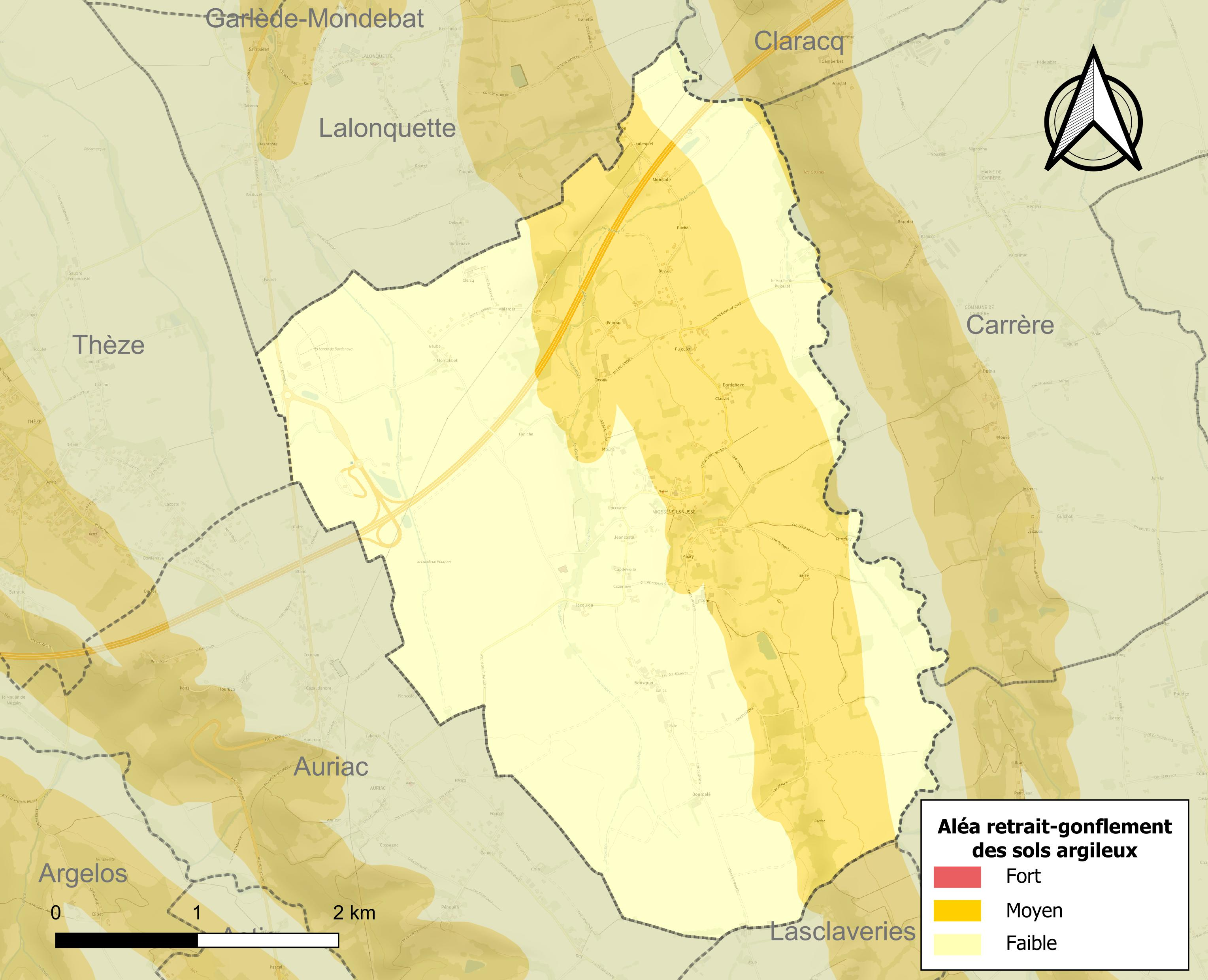
Carte des zones d'aléa retrait-gonflement des sols argileux de Miossens-Lanusse.

Le retrait-gonflement des sols argileux est susceptible d'engendrer des dommages importants aux bâtiments en cas d’alternance de périodes de sécheresse et de pluie. 36,4 % de la superficie communale est en aléa moyen ou fort (59 % au niveau départemental et 48,5 % au niveau national). Depuis le 1er octobre 2020, en application de la loi ELAN, différentes contraintes s'imposent aux vendeurs, maîtres d'ouvrages ou constructeurs de biens situés dans une zone classée en aléa moyen ou fort,.

#### Risque technologique
La commune est en outre située en aval de barrages de classe A. À ce titre elle est susceptible d’être touchée par l’onde de submersion consécutive à la rupture de cet ouvrage.

## Toponymie
Le toponyme Miossens est mentionné au Xe siècle (cartulaire de Lescar) et apparaît sous les formes Milcents (1072, cartulaire de Lescar), Miucents (XIIIe siècle, fors de Béarn), Millesancti (1270, cartulaire du château de Pau), Miu-Sent et Miusentz (respectivement 1385 et XIVe siècle, censier de Béarn), Miucens (1443, titres de Béarn), 
le clau de Miucentz (qui comprenait Carrère, Lanusse et Miossens) et Miossans (respectivement 1546 et 1673, réformation de Béarn) et Miosceux (1801, Bulletin des lois).
Le toponyme Lanusse, village de Miossens, apparaît sous les formes Lanuce (XIIe siècle, Pierre de Marca), Lanusce (1318, titres de Béarn) et Lanussa (1538, réformation de Béarn).
Son nom béarnais est Miaucenç-Lanuça ou Miaucéns-Lanusse.

## Histoire
Paul Raymond note que Miossens formait la sixième grande baronnie de Béarn, vassale de la vicomté de Béarn.
En 1385, Miossens comptait vingt-et-un feux. Le village dépendait du bailliage de Pau.
Lanusse s'est unie à Miossens le 16 août 1841.

## Politique et administration
| Période | Période  | Identité      | Étiquette | Qualité |
| ------- | -------- | ------------- | --------- | ------- |
| 1995    | 2001     | Arnaud Moulié |           |         |
| 2001    | 2008     | Arnaud Moulié |           |         |
| 2008    | 2014     | Arnaud Moulié |           |         |
| 2014    | En cours | Arnaud Moulié |           |         |

### Intercommunalité
Miossens-Lanusse fait partie de six structures intercommunales :
- l'agence publique de gestion locale ;
- la communauté de communes des Luys en Béarn ;
- le SIVU pour l'assainissement collectif Auriac - Miossens-Lanusse - Thèze ;
- le syndicat d'énergie des Pyrénées-Atlantiques ;
- le syndicat intercommunal d'alimentation en eau potable Luy - Gabas - Lées ;
- le syndicat intercommunal de Garlède - Lalonquette.

## Population et société

### Démographie
L'évolution du nombre d'habitants est connue à travers les recensements de la population effectués dans la commune depuis 1793. Pour les communes de moins de 10 000 habitants, une enquête de recensement portant sur toute la population est réalisée tous les cinq ans, les populations de référence des années intermédiaires étant quant à elles estimées par interpolation ou extrapolation. Pour la commune, le premier recensement exhaustif entrant dans le cadre du nouveau dispositif a été réalisé en 2006.

En 2022, la commune comptait 281 habitants, en évolution de +7,66 % par rapport à 2016 (Pyrénées-Atlantiques : +3,78 %, France hors Mayotte : +2,11 %).
| 1793 | 1800 | 1806 | 1821 | 1831 | 1836 | 1841 | 1846 | 1851 |
| ---- | ---- | ---- | ---- | ---- | ---- | ---- | ---- | ---- |
| 269  | 239  | 514  | 286  | 324  | 299  | 460  | 471  | 416  |

| 1856 | 1861 | 1866 | 1872 | 1876 | 1881 | 1886 | 1891 | 1896 |
| ---- | ---- | ---- | ---- | ---- | ---- | ---- | ---- | ---- |
| 440  | 416  | 444  | 408  | 458  | 420  | 410  | 408  | 414  |

| 1901 | 1906 | 1911 | 1921 | 1926 | 1931 | 1936 | 1946 | 1954 |
| ---- | ---- | ---- | ---- | ---- | ---- | ---- | ---- | ---- |
| 412  | 410  | 365  | 240  | 250  | 241  | 222  | 195  | 203  |

| 1962 | 1968 | 1975 | 1982 | 1990 | 1999 | 2006 | 2011 | 2016 |
| ---- | ---- | ---- | ---- | ---- | ---- | ---- | ---- | ---- |
| 194  | 176  | 166  | 175  | 183  | 184  | 186  | 241  | 261  |

| 2021 | 2022 | - | - | - | - | - | - | - |
| ---- | ---- | - | - | - | - | - | - | - |
| 279  | 281  | - | - | - | - | - | - | - |

Miossens-Lanusse fait partie de l'aire d'attraction de Pau.

## Culture locale et patrimoine

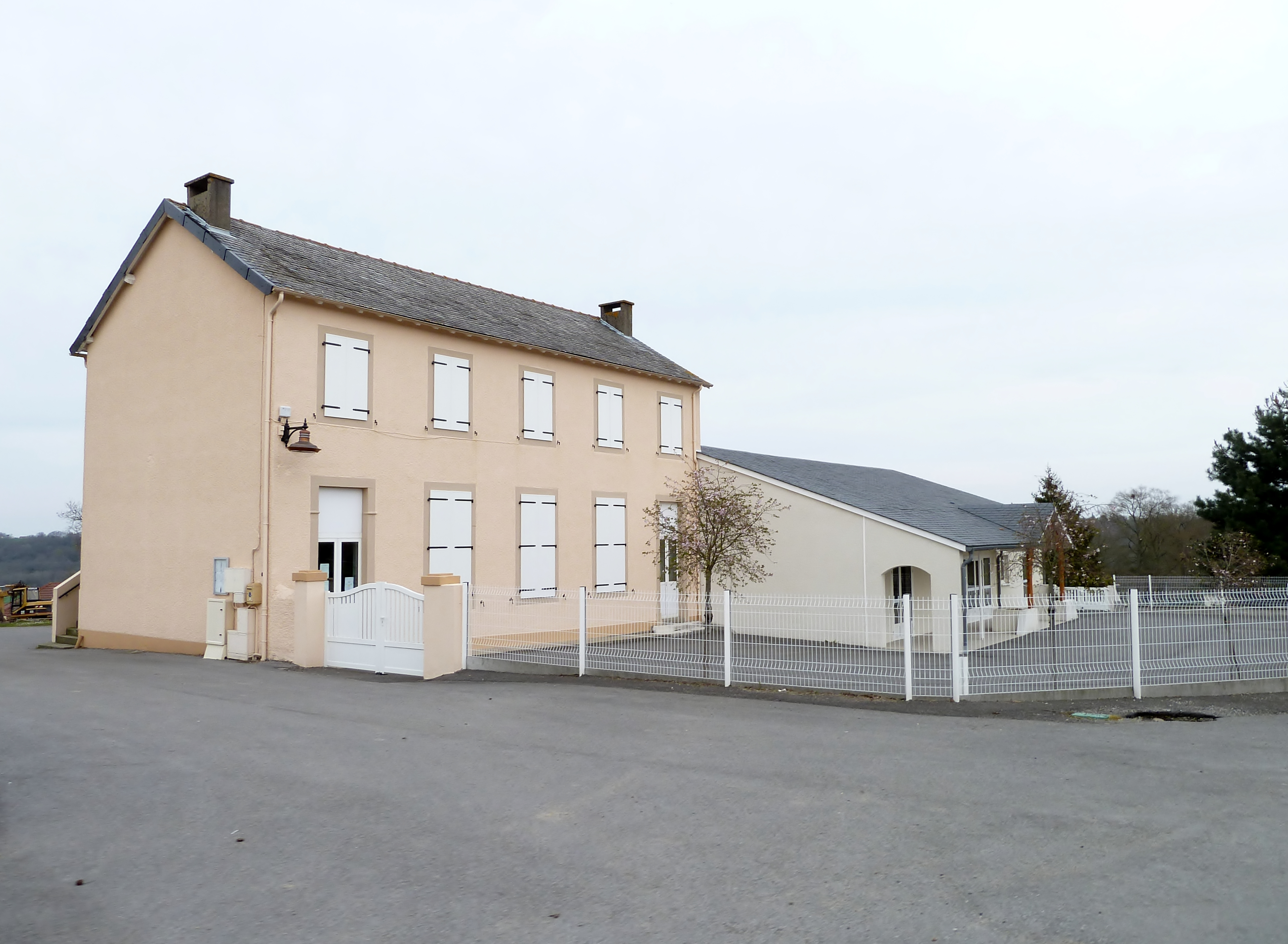
L'école.
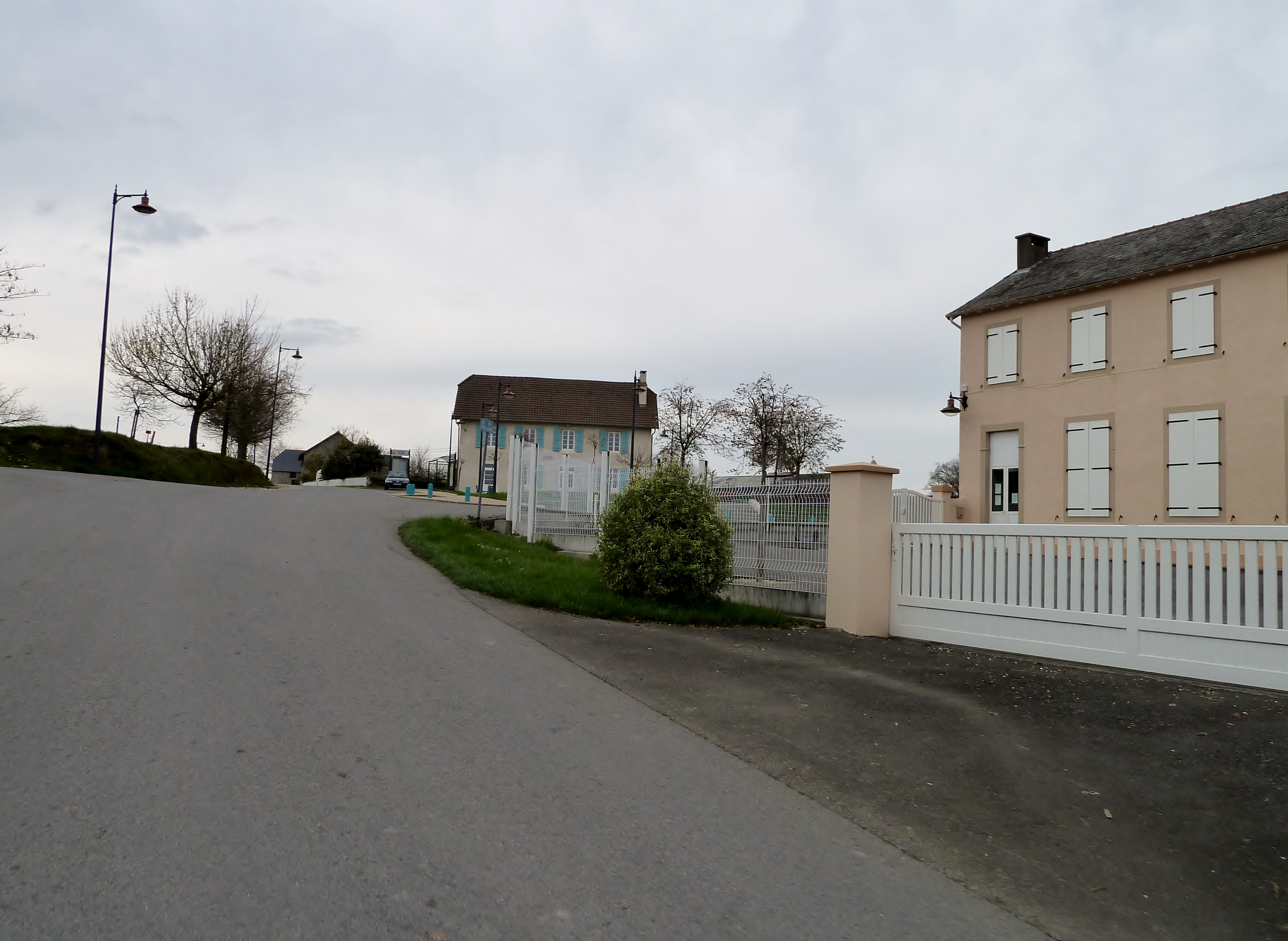
Le village.
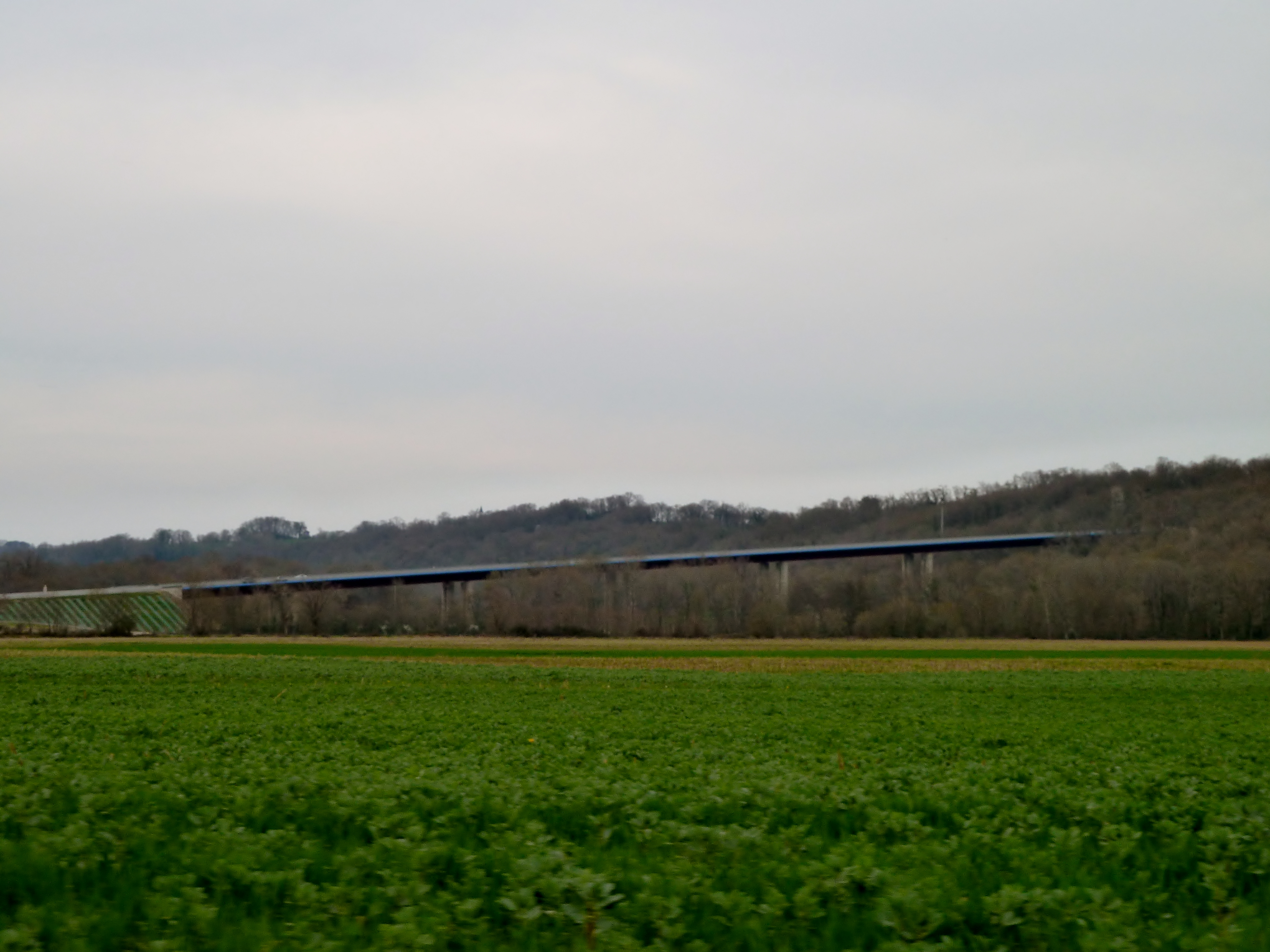
Le viaduc du Gabas de l'A65 depuis Miossens-Lanusse.

### Patrimoine civil
Les vestiges d'un ensemble fortifié du XIe siècle témoignent du passé ancien de la commune.
La commune présente un ensemble de demeures et de fermes du XVIIe au XIXe siècle.
Deux moulins sont inscrits à l'inventaire général du patrimoine culturel, le moulin Pujoulet et le petit moulin de Pujoulet, tous les deux situés sus Lanusse.

### Patrimoine religieux
L'église Saint-Martin, à Miossens, possède des parties datant du XIe siècle, alors que l'église Saint-Vincent, à Lanusse (dit : l'athé), date partiellement du XVIe siècle. Ces deux églises recèlent des objets,, des verrières et du mobilier inscrits à l'inventaire général du patrimoine culturel.

## Équipements
Enseignement
Miossens-Lanusse dispose d'une école primaire, qu'elle met en commun avec Garlède-Mondebat, Lalonquette et Auriac au sein d'un regroupement pédagogique intercommunal.